# Міне (ван Сілли)
Міне (кор. 민애, 閔哀, Minae, Minae; 817–839) — корейський правитель, сорок четвертий володар (ван) держави Сілла (п'ятнадцятий ван об'єднаної Сілли).
Був правнуком вана Вонсона. Ван Хийган 936 року призначив його на найвищий пост при дворі. Втім уже наступного року Міне підбурив повстання, в результаті якого Хийгана було вбито, а Міне зайняв трон.
Проте наступного року Кім Уджін об'єднався з воєначальником Джан Бого, й разом вони захопили Кьонджу та вбили Міне на початку 839 року. Після того Кім Уджін зайняв трон під ім'ям Сінму.